# Nadzvuková nízko letící střela

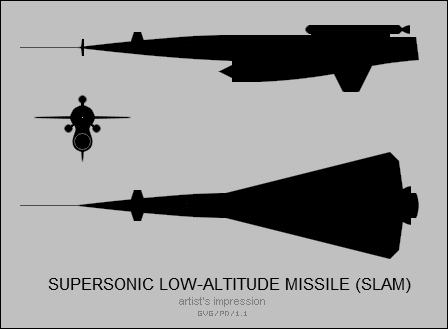
Supersonic Low Altitude Missile

Nadzvuková nízko letící střela (anglicky Supersonic Low Altitude Missile, zkratkou SLAM) byl projekt jaderné zbraně letectva spojených států amerických spuštěný kolem roku 1955 a zrušený v roce 1964. SLAM byl koncipován jako bezpilotní ramjet (náporový motor) na jaderný pohon, schopný nést jaderné hlavice hluboko do nepřátelského území. Rozvoj mezikontinentálních balistických střel v 50. letech 20. století, ale ukázal takový koncept jako zastaralý. Pokroky v pozemní radarové obraně také ukázaly jako zastaralý koncept nízkého letu. Přesto konstrukce obsahovala několik zásadních inovací.

## Koncepce

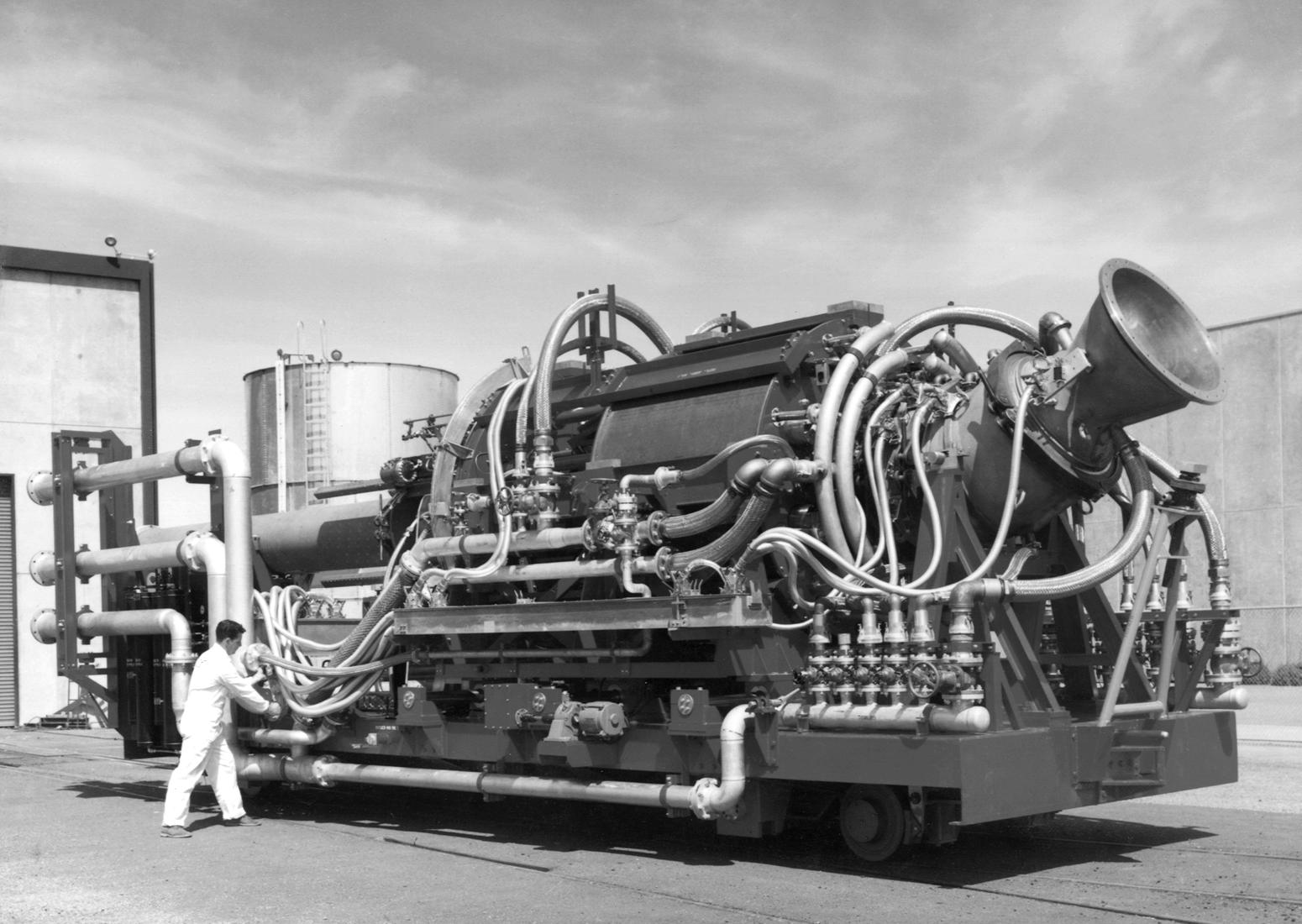
Tory II-A

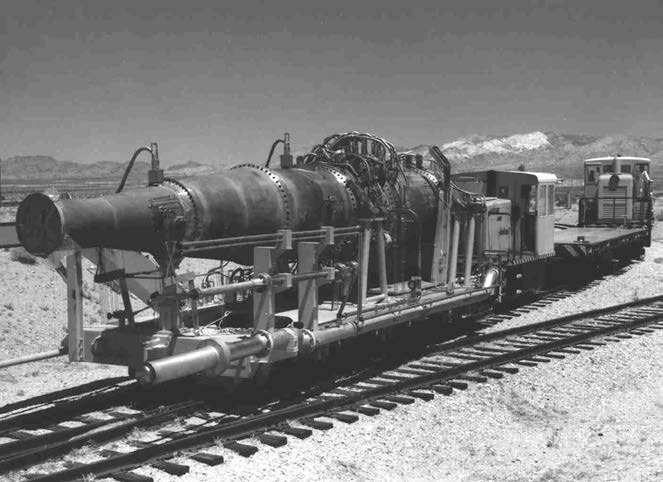
Tory II-C

SLAM byl navržen v zásadách doktríny vzájemně zaručeného zničení. V případě jaderné války měl létat skrytý radarům nepřítele v nadzvukové rychlosti a doručit termonukleární hlavice až na 16 cílů.

### Inovace
Využití jaderného motoru v konstrukci střely poskytovalo ohromující možnosti nízkého letu a dolet zhruba 182 000 km (více než čtyři a půl rovníkových obvodů Země). Motor měl sloužit také jako sekundární zbraň střely: přímého neutronového záření z prakticky nestíněného reaktoru by způsobilo ozáření a smrt všeho živého v dráze letu. Proud z motoru plný jaderného spadu by zase kontaminoval radiací celého území, které by přeletěl. Mimo to by střela způsobovala velmi silné zvukové vlny.
Dalším revolučním aspektem tohoto projektu byla jeho automatizace. Plnil byl poslání dálkového strategického bombardéru tím, že by byl by bezpilotní a do určitého bodu by mohl přijímat radiové povely, následně by se mohl spoléhat na systém TERCOM (terrain contour matching) pro navigaci na předem naprogramované cíle.

## Vývoj
Hlavní inovací byl motor střely, který byl vyvinut pod záštitou samostatného projektu s kódovým označením Projekt Pluto. Jednalo se o náporové motory, které využívaly jaderného štěpení namísto klasického paliva. V Projektu Pluto byly vyrobeny dva funkční prototypy tohoto motoru: Tory-IIA a Tory-IIC. Oba byly úspěšně otestovány v Nevadské poušti. Musela být také vyvinuta speciální keramika, která splňovala přísné požadavky na hmotnost a měla obrovskou tepelnou toleranci, kterou reaktor SLAMu vyžadoval. Byla vyvinuta v Coors Porcelain Company. Reaktor sám byl navržen v Lawrence Radiation Laboratory.
Ačkoliv nebyl prototyp letounu nikdy postaven, je jasné, že měl být SLAM bezkřídlé řízené letadlo. Jeho odhadovaná rychlost měla být 4,2 machu ve výšce kolem 9200 m. Program SLAM byl zrušen dne 1. července 1964. 

### Konstrukce reaktoru
Reaktor měl vnější průměr cca 1,5 m a byl dlouhý asi 1,6 m; rozměr jádra reaktoru měl průměr 1,2 m a na délku 1,3 m. Kritické množství uranu bylo 59,90 kg a reaktor dosahoval průměrné hustoty výkonu 10 MW na metr krychlový (s celkovým výkonem 600 megawattů).
Jaderné palivové články byly vyrobeny z žáruvzdorné keramiky na bázi oxidu berylnatého s obohaceným oxidem uraničitým jako palivem a malým množstvím oxidu zirkoničitého sloužícího pro zajištění strukturální stability. Palivové články byly duté šestihranné trubky asi 10 cm dlouhé. Byly vyrobeny vysokotlakou extruzí. Jádro tvořilo 465 000 jednotlivých článků uspořádaných do 27 000 vzduchových kanálů. Prvky byly navrženy pro průměrné provozní teploty kolem 1277 °C; bod samovznícení základní desky reaktoru byl jen o 150 °C vyšší.
Reaktory byly úspěšně otestovány v Jackass Flats v areálu Nevada Test Site v Nevadské poušti. Tory II-A byla zmenšená varianta reaktoru otestovaná v polovině roku 1961 a úspěšně spuštěná na několik sekund 14. května 1961. Standardně velká verze Tory II-C běžela na plný výkon téměř pět minut. Druhý test trval 292 sekund. Vzduch přiváděný do reaktoru byl předehřátý na 506 °C a komprimován na 316 psi, aby simuloval letové podmínky ramjetu (náporového motoru).